# قطر ۱۸۱۲ کیلومتر
قطر ۱۸۱۲ کیلومتر یک مسابقه از سری مسابقات جهانی استقامتی برای خودروهای اسپورت است که در پیست بین‌المللی لوسیل در قطر برگزار می شود.  این مسابقه افتتاحیه فصل ۲۰۲۴ مسابقات جهانی استقامتی بود.

## تاریخچه
در ۱۲ دسامبر ۲۰۲۲، اعلام شد که پیست بین‌المللی لوسیل میزبان مسابقه افتتاحیه مسابقات جهانی استقامتی از سال ۲۰۲۴ تحت قراردادی ۶ ساله خواهد بود.
در اوایل این مسابقه به عنوان ۶ ساعت قطر اعلام شد و همچنین اعلام شد تست های آماده سازی پیش فصل نیز در این پیست برگزار خواهد شد.
در کنفرانس مطبوعاتی قبل از مسابقات ۲۴ ساعته لمانز ۲۰۲۳، نام مسابقه به قطر ۱۸۱۲ کیلومتر تغییر یافت.
طول مسابقه ۱۸۱۲ کیلومتر برگرفته از تاریخ روز ملی قطر، یعنی ۱۸ دسامبر است و محدودیت زمانی آن ۱۰ ساعت .

## نتایج
| سال  | برنده نهایی                        | تیم       | خودرو     | زمان        | دور ها | مسافت/زمان       | قهرمانی                | Report |
| ---- | ---------------------------------- | --------- | --------- | ----------- | ------ | ---------------- | ---------------------- | ------ |
| ۲۰۲۴ | کوین استره آندره لاتتر لورن وانتور | تیم پنسکی | پورشه ۹۶۳ | ۹:۵۵:۵۱.۹۲۶ | ۳۳۵    | ۱.۸۱۴.۷۵ کیلومتر | مسابقات جهانی استقامتی | Report |